# Sauer (Familienname)
Sauer ist ein Familienname.

## Verbreitung
Der Nachname Sauer tritt in Deutschland überdurchschnittlich häufig auf. Mit fast 16.000 Telefonbucheinträgen und potentiellen 44.300 Namensträgern gehört er zu den 100 häufigsten Familiennamen in Deutschland. In Österreich taucht der Name indes weniger häufig auf. Auf 790 Telefonbucheinträgen kommen rund 2.100 Namensträger. Dadurch befindet sich der Name Sauer auf Platz 361.

## Varianten
- Saur

## Namensträger

### A
- Adolf Sauer (1852–1932), deutscher Mineraloge
- Adrian Sauer (* 1976), deutscher Künstler
- Albert Sauer (KZ-Kommandant) (1898–1945), deutscher Lagerkommandant des KZ Mauthausen
- Albert Sauer (Politiker) (1902–1981), deutscher Politiker (CDU)
- Albert Sauer (Schriftsteller) (1911–1993), deutscher Schriftsteller
- Alexander Sauer (* 1976), deutscher Hochschullehrer
- Alfred Sauer (1880–1943), US-amerikanischer Fechter deutscher Herkunft
- Alois Sauer (1883–1961), tschechoslowakischer Politiker
- Andreas Sauer (Grafiker) (* 1963), deutscher Grafiker, Illustrator und Designer
- Andreas Sauer (Mathematiker) (* 1966), deutscher Mathematiker und Hochschullehrer
- Anne Sauer (* 1991), deutsche Fechterin
- Anni Sauer (1906–1989), deutsche Tanzpädagogin
- Anton Sauer (1855–1919), österreichisch-mährischer katholischer Priester, Theologe, Altphilologe und Schuldirektor
- Arthur Sauer (1874–1946), deutscher Chemiker, Unternehmer und Mäzen
- August Sauer (1855–1926), österreichischer Literaturwissenschaftler

### B
- Beate Sauer (* 1966), deutsche Schriftstellerin
- Benedikt Sauer (* 1960), Südtiroler Journalist und Sachbuchautor
- Bernd Sauer (* 1957), deutscher Maschinenbauingenieur und Hochschullehrer
- Bernhard Sauer (* 1949), deutscher Historiker
- Bianca Sauer (* 1985), deutsche Fußballspielerin, siehe Bianca Lity
- Birgit Sauer (* 1957), deutsche Politikwissenschaftlerin und Hochschullehrerin
- Bonifatius Sauer (1877–1950), deutscher Ordensgeistlicher
- Brigitte Sauer (1948–2023), deutsche Politikerin (CDU)
- Bruno Sauer (1861–1919), deutscher Klassischer Archäologe

### C
- Carl Sauer (Zahnmediziner) (1835–1892), deutscher Zahnmediziner, Hochschullehrer und Standespolitiker
- Carl Ortwin Sauer (1889–1975), US-amerikanischer Geograph
- Carl Theodor von Sauer (1834–1911), deutscher General und Militärschriftsteller, siehe Karl Theodor von Sauer
- Christian Sauer (Autor) (* 1963), deutscher Journalist, Coach und Buchautor
- Christian Sauer (Koch) (* 1987), deutscher Koch
- Christiane Sauer (* 1968), deutsche Architektin und Hochschullehrerin
- Christof Sauer (* 1963), deutscher Pfarrer, Theologe, Religions- und Missionswissenschaftler
- Colin Sauer (1924–2015), britischer Geiger

### D
- Daniel Sauer (* 1981), deutscher Handballspieler
- David Sauer (Journalist) (* 1988), deutscher Fernsehjournalist und Auslandskorrespondent
- David Sauer (Fußballspieler) (* 1998), österreichischer Fußballspieler
- Dieter Sauer (* 1944), deutscher Sozialwissenschaftler
- Dirk Sauer (Endurosportler), deutscher Motorsportler
- Dirk Uwe Sauer (* 1969), deutscher Physiker, Elektrotechniker und Hochschullehrer

### E
- Eberhard Sauer (Chemiker) (1886–1967), deutscher Chemiker
- Eberhard Sauer (Archäologe), deutsch-britischer Archäologe
- Emil von Sauer (Komponist) (1862–1942), deutscher Komponist, Pianist und Musikpädagoge
- Emil Sauer (Diplomat) (1881–1949), US-amerikanischer Diplomat und Autor
- Emil Sauer (Musiker) (1883–1972), deutscher Musiker und Beamter
- Emil von Sauer (Jurist) (1889–1967), deutscher Jurist
- Emil A. Sauer (* 1956), US-amerikanischer Maler und Bildhauer
- Emilie Sauer (1874–1959), deutsche Wirtin
- Erich Sauer (Journalist) (1894–nach 1958), deutscher Wirtschaftsjournalist
- Erich Sauer (Theologe) (1898–1959), deutscher Theologe
- Erich Sauer (Politiker) (1917–2001), deutscher Politiker (CSU)
- Erich Sauer (Künstler) (* 1931), deutscher Bildhauer
- Ernst Sauer (Orgelbauer) (1799–1873), deutscher Orgelbauer
- Ernst Sauer (Bildhauer) (1923–1988), deutscher Bildhauer
- Eva Sauer (* 1995), deutsche Ringerin
- Ewald Sauer (1881–1957), deutscher Politiker (DNVP)

### F
- Felix Sauer (um 1871–1919), österreichischer Baumeister, Unternehmer und Firmengründer
- Florian Sauer (* 1990), deutscher Grasskiläufer
- Frank Sauer (* 1959), deutscher Kabarettist
- Frank Sauer (Politikwissenschaftler) (* 1980), deutscher Politikwissenschaftler
- Franz Sauer (Fabrikant) (1845–1924), deutscher Waffenfabrikant
- Franz Sauer (Jurist) (1883–1945), deutscher Jurist und Ministerialbeamter
- Franz Sauer (Sänger) (1884–1946), deutscher Opernsänger
- Franz Sauer (Organist) (1894–1962), deutsch-österreichischer Organist, Chorleiter und Hochschullehrer
- Franz Sauer (Theologe) (1906–1990), österreichischer Theologe und Sprachwissenschaftler
- Franz Sauer (Schauspieler), Schauspieler
- Franz Sauer (Ornithologe) (1925–1979), deutscher Ornithologe
- Franz Sauer (Archäologe) (* 1957), österreichischer Archäologe
- Franz Georg Sauer (1831–1905), deutscher Pyrotechniker und Unternehmensgründer
- Franz Ludwig Sauer (1893–1950), deutscher Politiker (BVP, CSU), MdL Bayern
- Fred Sauer (1886–1952), österreichischer Schauspieler, Regisseur und Drehbuchautor
- Frieder Sauer (1934–2000), deutscher Biologe und Fotograf
- Friedrich Sauer (Architekt, 1810) (1810–1900), deutscher Architekt und Baubeamter
- Friedrich Sauer (Apotheker) (1870–1927), deutscher Apotheker, Önologe und Unternehmensgründer
- Friedrich Sauer (Politiker) (1881–1927), estnischer Pädagoge und Politiker
- Friedrich Sauer (Jurist) (1907–1962), deutscher Jurist und Richter
- Friedrich Sauer (Produzent), deutscher Filmproduzent, Drehbuchautor, Regisseur und Schauspieler
- Friedrich Sauer (Architekt, 1921) (1921–2000), deutscher Architekt, Maler und Galerist
- Friedrich Adolf Sauer (1765–1839), deutscher Pfarrer und Pädagoge
- Fritz Sauer (Turner) (1872–?), deutscher Kunstturner
- Fritz Sauer (1904–1938), deutscher Kommunist, Opfer der Stalinschen Säuberungen
- Fritz Sauer (Maler) (1917–1957), deutscher Maler

### G
- Georg von Sauer (1802–1861), österreichischer Generalmajor
- Georg Sauer (Theologe) (1926–2012), deutscher Theologe und Hochschullehrer
- Georg Sauer (Mediziner) (* 1973), deutscher Mediziner und Hochschullehrer
- George Sauer senior (1910–1994), US-amerikanischer American-Football-Spieler und -Trainer
- George Sauer junior (1943–2013), US-amerikanischer American-Football-Spieler
- Gunnar Sauer (* 1964), deutscher Fußballspieler
- Günter Sauer (1929–2019), deutscher Biochemiker und Gründer der Musici Medici
- Günther Sauer (1919–1990), deutscher Schauspieler, Sprecher und Regisseur
- Gustav Stratil-Sauer (1894–1975), österreichischer Geograph

### H
- Hanjo Sauer (* 1944), deutscher Theologe
- Hannelore Sauer (1947–2015), deutsche Turntrainerin
- Hanno Sauer (* 1983), deutscher Philosoph und Autor
- Hans Sauer (Politiker, 1894) (1894–1934), deutscher Politiker (NSDAP)
- Hans Sauer (Politiker, 1908) (1908–1966), deutscher Politiker (SPD)
- Hans Sauer (Erfinder) (1923–1996), deutscher Erfinder
- Hans Sauer (Anglist) (1946–2022), deutscher Anglist
- Hans Dietmar Sauer (* 1941), deutscher Bankmanager
- Hedda Sauer (1875–1953), deutsche Dichterin und Übersetzerin in Prag
- Heiko Sauer (* 1976), deutscher Rechtswissenschaftler
- Heiner Sauer (* 1941), deutscher Jurist
- Heinrich Sauer (Dirigent, 1832) (1832–1876), deutscher Musiklehrer, Musiker und Dirigent
- Heinrich Sauer (Dirigent, 1870) (1870–1955), deutscher Kapellmeister, Musiker, Chorleiter und Komponist
- Heinrich Sauer (Philosoph) (1891–1952), deutscher Philosoph
- Heinrich Sauer (Politiker) (1905–1966), deutscher Politiker (NSDAP)
- Heinrich Sauer (Schauspieler) (1917–2002), deutscher Schauspieler
- Heinrich Sauer (Mediziner) (1920–1993), deutscher Internist
- Heinrich Sauer-Schmidt (1901–1995), deutscher Ingenieur und Wirtschaftsmanager
- Heinz Sauer (Politiker), deutscher Politiker (DDR-CDU), Mitglied der Länderkammer
- Heinz Sauer (* 1932), deutscher Jazzkomponist und -musiker
- Heinz-Christian Sauer (* 1943), österreichischer Rundfunkmoderator
- Helgard Sauer (1946–2019), deutsche Kunsthistorikerin
- Helmut Sauer (1945–2024), deutscher Politiker (CDU)
- Hertha Sauer (1896–1974), deutsche Klassische Archäologin

### I
- Ignác Sauer (1801–1863), österreichisch-ungarischer Internist
- Ignaz Sauer (1759–1833), österreichischer Verleger, Dirigent, Komponist und Lehrer
- Igor Maximilian Sauer (* 1970), deutscher Chirurg

### J
- James A. Sauer (1945–1999), US-amerikanischer vorderasiatischer Archäologe
- Joachim Sauer (* 1949), deutscher Physikochemiker, Ehemann von Angela Merkel
- Johann Sauer (Theologe) (1621–1677), deutscher Theologe und Diakon
- Johann Sauer (Politiker, 1805) (1805–1881), deutscher Gutsbesitzer und Politiker, MdL Hessen
- Johann Sauer (Fußballspieler) (* 1948), österreichischer Fußballspieler
- Johann Adam Sauer (1745–1822), deutscher Kunsttischler
- Johann Christoph Sauer (1695–1757), deutscher Buchdrucker
- Johann Jakob Sauer, deutscher Mediziner
- Johann Paul Sauer (1746–1833), deutscher Unternehmer und Politiker, Bürgermeister von Suhl
- Jörg Sauer (* 1963), deutscher Verwaltungswirt und Kommunalpolitiker (SPD)
- Jörg Uwe Sauer (* 1963), deutscher Schriftsteller und Journalist
- Joscha Sauer (* 1978), deutscher Cartoonist
- Josef Sauer (1893–1967), deutscher Karikaturist
- Joseph Sauer (Theologe, 1803) (1803–1868), deutscher katholischer Geistlicher und Theologe
- Joseph Sauer (Theologe, 1872) (1872–1949), deutscher katholischer Theologe, Christlicher Archäologe und Kunsthistoriker.
- Joseph Sauer (1877–1950), deutscher Benediktiner, siehe Bonifatius Sauer
- Jürgen Sauer (1931–2011), deutscher Chemiker
- Julius Sauer (1849–1911), österreichischer Montanist
- Jutta Sauer (* 1944), deutsche Autorin und Herausgeberin

### K
- Kai Sauer (* 1967), finnischer Diplomat
- Karl Sauer (Jurist) (1862–1930), deutscher Jurist und Heimatforscher
- Karl Sauer (Beamter) (1894–nach 1953), deutscher Beamter
- Karl Sauer (SA-Mitglied) (1910/1911–nach 1960), deutsches SA-Mitglied, siehe Ludwig Marum #Ermordung
- Karl Sauer (Grafiker) († 1988), deutscher Briefmarkenkünstler
- Karl Sauer (Pädagoge) (1925–1999), deutscher Pädagoge, Didaktiker und Hochschullehrer
- Karl Adolf Sauer (1909–1992), deutscher Schriftsteller
- Karl-Ernst Sauer (1935–2015), deutscher Ingenieur, Maler und Historiker
- Karl-Ludwig Sauer (* 1949), deutscher Künstler
- Karl Marquard Sauer (Pseudonym M. Alland; 1827–1896), deutscher Pädagoge, Philologe und Schriftsteller
- Karl Theodor von Sauer (auch Carl Theodor von Sauer; 1834–1911), deutscher General und Militärschriftsteller
- Kiki Sauer (* 1965), deutsche Musikerin
- Klaus Peter Sauer (1941–2022), deutscher Biologe
- Kurt Sauer (Maler, 1879) (1879–1966), österreichischer Maler
- Kurt Sauer (Geologe) (Kurt Franz Josef Sauer; 1917–1986), deutscher Geologe
- Kurt Sauer (Maler, 1926) (1926–2018), deutscher Maler
- Kurt Sauer (Maler, 1934) (* 1934), deutscher Maler
- Kurt Sauer (Eishockeyspieler) (Kurt Christopher Sauer; * 1981), US-amerikanischer Eishockeyspieler

### L
- Leo Sauer (* 2005), slowakischer Fußballspieler
- Leopold Sauer, Instrumentenbauer um 1800
- Linde von Sauer-Brodersen (1903–?), deutsche Pianistin
- Lothar Sauer (1930–2018), deutscher Autor, Übersetzer und Fotograf
- Ludwig Sauer (1861–1940), deutscher Organist
- Lukas Sauer (* 1991), deutscher Schauspieler und Model

### M
- Manfred Sauer (* 1960), österreichischer Theologe
- Margareta Sauer, Geburtsname von Marga Lindt (1888–1969), deutsche Schauspielerin
- Margareta Sauer (Volkskundlerin) (* 1977/1978), deutsche Volkskundlerin und Museumsleiterin
- Marie Sauer (1871–1958), deutsche Schriftstellerin
- Marija Sklad-Sauer (1935–2014), österreichische Gesangspädagogin und Sängerin
- Marion Schardt-Sauer (* 1970), deutsche Politikerin (FDP)
- Markus Sauer (* 1965), deutscher Chemiker, Biophysiker und Hochschullehrer
- Martin Sauer (Sozialpädagoge) (* 1948), deutscher Theologe, Sozialpädagoge und Hochschullehrer
- Martin Sauer (* 1982), deutscher Ruderer
- Maud Sauer (* 1952), niederländische Musikerin und Komponistin
- Maximilian Sauer (* 1994), deutscher Fußballspieler
- Michael Sauer (Leichtathlet) (* 1941), deutscher Leichtathlet und Journalist
- Michael Sauer (Historiker) (* 1955), deutscher Historiker und Geschichtsdidaktiker
- Michael Sauer (Fußballspieler) (* 1969), deutscher Fußballspieler
- Michael Sauer (Eishockeyspieler) (* 1987), US-amerikanischer Eishockeyspieler
- Michel Sauer (* 1949), deutscher Bildhauer

### N
- Nico Sauer (* 1986), deutscher Komponist und Konzeptkünstler
- Nicola Stokburger-Sauer (* 1973/1974), österreichische Wirtschaftswissenschaftlerin und Hochschullehrerin für Management und Tourismus
- Norbert Sauer (Pferdetrainer) (1939–2015), deutscher Trainer im Pferderennsport
- Norbert Sauer (Fußballspieler) (* 1949), deutscher Fußballtorwart
- Norbert Sauer (Produzent) (* 1950), deutscher Filmproduzent
- Norbert Sauer (Biologe) (* 1953), deutscher Biologe

### O
- Oliver Sauer (* 1960), deutscher Schauspieler
- Oscar Sauer (1856–1918), deutscher Schauspieler
- Otto Sauer (Jurist, 1905) (1905–nach 1945), deutscher Jurist und Richter
- Otto Sauer (Jurist, 1950) (* 1950), deutscher Jurist und Hochschullehrer
- Otto M. Sauer (1930–2020), deutscher Richter und Hochschullehrer

### P
- Paul Sauer (Priester) (1892–1946), deutscher Pfarrer
- Paul Sauer (Maler) (1895–1980), deutscher Maler
- Paul Sauer (Steinmetz) (1919–2014), deutscher Steinmetz und Bildhauer
- Paul Sauer (Archivar) (1931–2010), deutscher Historiker und Archivar
- Paul Olivier Sauer (1898–1976), südafrikanischer Weinbauer und Politiker (NP)
- Peter Sauer (Wrestler) (1900–1949), US-amerikanischer Wrestler russlanddeutscher Herkunft
- Peter Sauer (Jurist) (1902–nach 1960), deutscher Jurist, Präsident des Finanzgerichts Saarbrücken
- Peter Sauer (Physiker) (* 1938), deutscher Physiker
- Peter Sauer (* 1940), deutscher Schlagersänger, siehe Peter Petrel
- Peter Sauer (Diplomat) (* 1961), deutscher Diplomat
- Peter Sauer (Unternehmer) (* 1962), deutscher Unternehmer
- Peter Sauer (Basketballspieler) (1976–2012), US-amerikanischer Basketballspieler

### R
- Ralph Sauer (* 1928), deutscher Theologe
- Robert Sauer (1898–1970), deutscher Mathematiker
- Robert Thomas Sauer (* 1948), US-amerikanischer Biochemiker
- Roland Sauer (Politiker) (* 1939), deutscher Politiker (CDU)
- Roland Sauer (Fußballspieler) (* 1962), deutscher Fußballspieler
- Rolf Sauer (* 1939), deutscher Onkologe und Therapeut
- Rolf Sauer (Physiker) (* 1941), deutscher Physiker und Hochschullehrer
- Rudolf Sauer (Bibliothekar), deutscher Bibliothekar
- Rudolf Sauer (Unternehmer) (1925–2005), deutscher Unternehmer und Firmengründer

### S
- Sabine Sauer (Moderatorin) (* 1955), deutsche Moderatorin
- Sabine Sauer (Fotografin) (1959–2009), deutsche Fotografin
- Sascha Sauer (* 1981), deutscher American-Football-Spieler
- Sigram Sauer (1917–2013), deutsche Ordensschwester
- Stefan Sauer (* 1966), deutscher Politiker (CDU)

### T
- Theodor Sauer (Albert Cornelius Theodor Sauer, 1823–1889), deutscher evangelischer Prediger und Autor
- Thomas Sauer (Organist) (* 1954), deutscher Organist
- Thomas Sauer (Ökonom) (* 1958), deutscher Wirtschaftswissenschaftler
- Thomas Sauer (Politiker) (1962–2014), deutscher Politiker (SPD)
- Thomas Sauer (Pianist), US-amerikanischer Pianist
- Tilman Sauer (* 1963), deutscher Wissenschaftshistoriker

### U
- Ursula Sauer (* 1960), deutsche Mittel- und Langstreckenläuferin
- Uwe Sauer (* 1943), deutscher Dressurreiter
- Uwe Sauer (Basketballspieler) (* 1963), deutscher Basketballspieler

### V
- Valentin Sauer, deutscher Politiker
- Vincent Sauer (* 1996), deutscher Schauspieler
- Viola Sauer (* 1950), deutsche Schauspielerin und Synchronsprecherin
- Vitus Sauer (1934–2018), deutscher Fußballspieler
- Volker Sauer (* 1956), deutscher Ruderer

### W
- Walter Sauer (Maler) (1889–1927), belgischer Maler und Grafiker
- Walter Sauer (Erziehungswissenschaftler) (* 1939), deutscher Erziehungswissenschaftler, Hochschullehrer, Herausgeber und Sammler
- Walter Sauer (Linguist) (* 1942), deutscher Linguist, Übersetzer und Hochschullehrer
- Walter Sauer (Historiker) (* 1951), österreichischer Historiker und Hochschullehrer
- Walther Sauer (1901–?), deutscher Pianist
- Werner Sauer (Sportfunktionär) (1925–2007), deutscher Arzt, Fechter und Sportfunktionär
- Werner Sauer (Philosoph) (* 1941/1942), österreichischer Philosoph und Hochschullehrer
- Werner Sauer (Heimatforscher) (1943–2003), deutscher Heimatforscher und Sammler
- Werner Sauer (Chemiker) (1948–2009), deutscher Chemiker
- Werner Sauer (Designer) (* 1950), deutscher Produktdesigner und Hochschullehrer
- Werner Sauer (Bildhauer) (* 1955), deutscher Bildhauer und Installationskünstler
- Wilhelm Sauer (Orgelbauer) (1831–1916), deutscher Orgelbauer
- Wilhelm Sauer (Archivar) (1843–1901), deutscher Historiker und Archivar
- Wilhelm Sauer (Bildhauer) (1865–1929), deutscher Bildhauer
- Wilhelm Sauer (Jurist) (1879–1962), deutscher Rechtswissenschaftler und Kriminologe
- Wilhelm Sauer (Maler) (Willi Sauer; 1892–1930), österreichischer Maler und Graphiker
- Wilhelm Sauer (Unternehmer) (?–1972), deutscher Unternehmer und Firmengründer
- Wilhelm Sauer (Botaniker) (1935–2020), österreichischer Pflanzenkundler
- Willi Sauer (* 1938), österreichischer Landwirt und Politiker (ÖVP)
- Wolfgang Sauer (Historiker) (1920–1989), deutscher Historiker
- Wolfgang Sauer (Musiker) (1928–2015), deutscher Jazz- und Schlagersänger
- Wolfgang Sauer (Manager) (1930–2013), deutsch-brasilianischer Automobilmanager, Präsident von Volkswagen do Brasil
- Wolfgang Sauer (General) (* 1944), deutscher Brigadegeneral
- Wolfgang Sauer (Domkapitular) (* 1948), deutscher römisch-katholischer Priester
- Wolfgang Werner Sauer (1944–2023), deutscher Sprachwissenschaftler